# Ernestine Nadar
Ernestine Tournachon, dite Ernestine Nadar, née Ernestine Constance Lefèvre le 2 juillet 1836 à Épinay-sur-Seine et morte le 27 janvier 1909 à Paris, est une modèle.
Épouse, mère et belle-sœur de photographes, elle soutient financièrement leur activité et leur sert fréquemment de modèle.

## Biographie

### Origines
Les parents d'Ernestine Nadar, Louis Pierre Édouard Lefèvre et Amélie Élisabeth Fauquet, se marient le 7 janvier 1832 à Déville-lès-Rouen en Seine-Maritime : il est né à 8 février 1807 dans le 7e arrondissement de Paris et est alors commissionnaire domicilié à Rouen, elle est née le 11 novembre 1808 à Bolbec et est alors domiciliée à Déville-lès-Rouen. Le père de Louis Pierre Édouard Lefèvre, Pierre Claude André, est rentier à Charonne. Le père d'Amélie Elisabeth Fauquet, Louis Abraham, est rentier à Bolbec.
Leur fille Ernestine Constance Lefèvre naît le 2 juillet 1836 à Épinay-sur-Seine en Seine-Saint-Denis. Louis Pierre Édouard Lefèvre est décrit comme manufacturier demeurant à Labriche avec son épouse.
Amélie Elisabeth Fauquet meurt le 21 novembre 1853 à Paris, un inventaire est dressé par le notaire Adolphe Balpaume le 29 mai 1854 et sa succession est liquidée peu après par le notaire Antoine Bossel. Louis Pierre Édouard Lefèvre, sans profession, meurt le 7 octobre 1875 en son domicile rue d'Anjou Saint-Honoré dans le 8e arrondissement de Paris à l'âge de 69 ans. Le décès est déclaré par Achille Catu, photographe.

### Mariage et vie de famille
Ernestine Constance Lefèvre épouse Gaspard Félix Tournachon dit Félix Nadar le 11 septembre 1854 dans l'ancien 1er arrondissement de Paris. Il a 34 ans, elle a 18 ans. Le mariage religieux a lieu à l’Église réformée de Paris. Félix Nadar est, entre autres, romancier, patron de presse, journaliste, caricaturiste, photographe et homme de science. Il photographie les grands noms de l'époque, parmi lesquels Baudelaire, George Sand, Sarah Bernhardt ou Victor Hugo.
Leur fils Paul Armand Tournachon dit Nadar naît le 8 février 1856 dans l'ancien 4e arrondissement de Paris.
En 1860, les Nadar déménagent du 113, rue Saint-Lazare au 35, boulevard des Capucines.

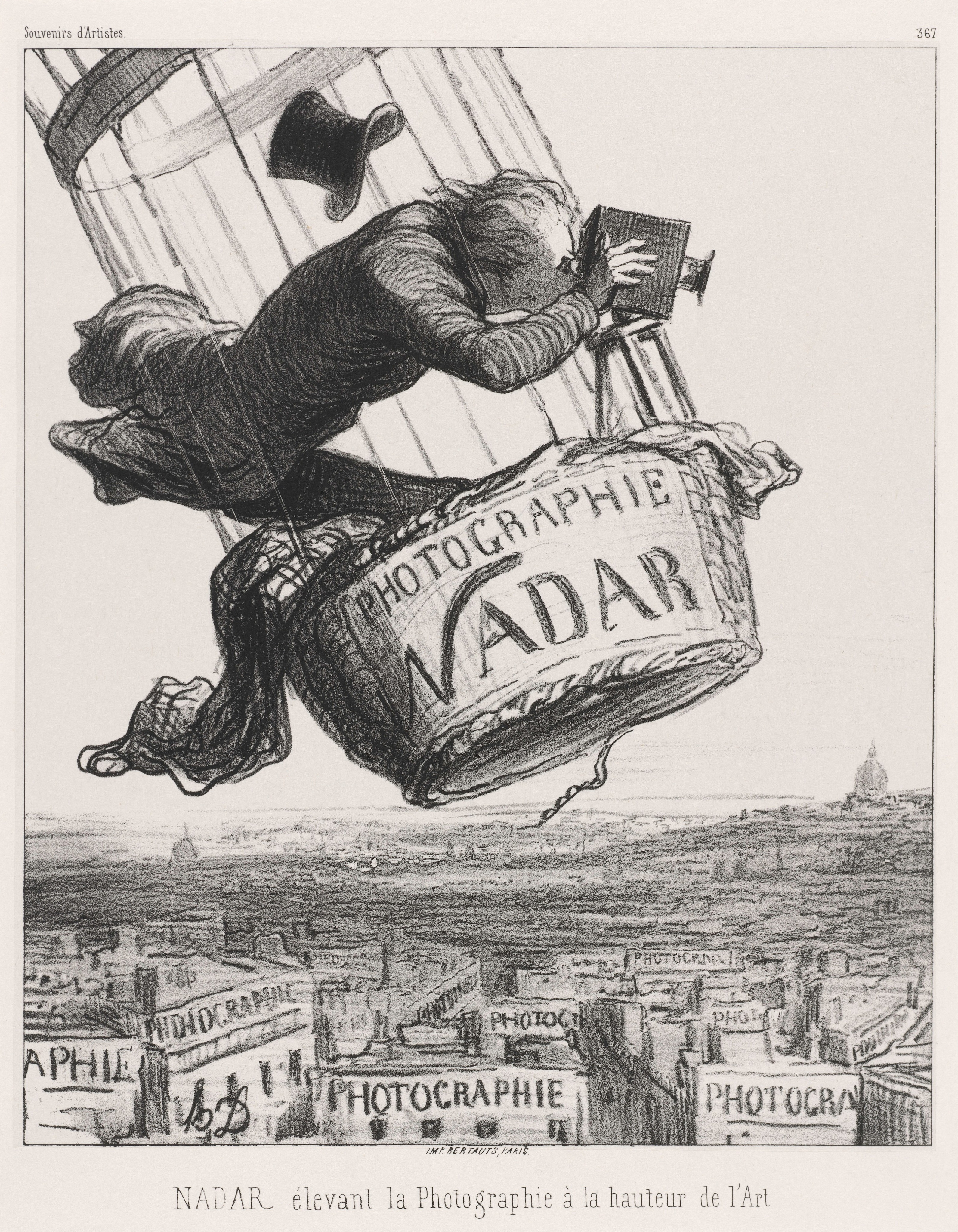
Honoré Daumier, Nadar élevant la Photographie à la hauteur de l'Art, lithographie publiée dans Le Boulevard, 25 mai 1863.

Le 18 octobre 1863, Ernestine et Félix Nadar sont blessés lors de l'accident du ballon Le Géant:78, comme le rappelle La Petite Illustration : « A propos de la première ascension du Géant qui fut au début d'octobre 1863 le grand événement du Champ de Mars le chroniqueur de L'Illustration écrivait : « Un homme universel, ce Nadar. Dessinateur, écrivain, photographe, aéronaute et chercheur de l'hélice. Mais une hélice aérienne ! Il paraît que cela coûte cher à établir, et Nadar, n'ayant pas le premier million, a pris le parti de demander ce premier million au public par pièces de vingt sous. Il a fabriqué un ballon de la hauteur de la colonne Vendôme et de la circonférence de la halle au blé, et il a convié la population parisienne au spectacle.
[...] Le ballon descendait en Hanovre, poussé par le vent, à une vitesse de 60 kilomètres à l'heure, et la nacelle heurtait avec une extrême violence les poteaux télégraphiques, les arbres et les toits des chaumières. Une toiture fut même enlevée. Le ballon éventré prit terre enfin, mais M. et Mme Nadar étaient grièvement blessés, et les autres passagers avaient tous de plus ou moins graves fractures ». Le 15 mai 1874, la « première exposition des peintres impressionnistes » s'ouvre dans l'atelier au 35, boulevard des Capucines:29.
Le 24 juin 1894, Paul Nadar épouse Élisabeth Marie Degrandi. Il est alors industriel et habite au 51, rue d'Anjou. Élisabeth Marie Degrandi est née le 1er septembre 1859 à Marseille et habite au 22, rue Lavoisier à Paris. Elle est divorcée de Georges Casamajor-Salenave par jugement rendu le 30 juin 1887,. Elisabeth Marie Legrandi, soprano à l'Opéra-Comique, est déjà mère d'Eugénie Claire Casamajor-Salenave, née le 8 décembre 1880 dans le 2e arrondissement de Paris et morte le 22 novembre 1980 à Fontainebleau, cantatrice. Paul Nadar et Élisabeth Marie Degrandi divorcent le 22 juillet 1919.
Marthe Ernestine Anne naît le 8 mai 1912 au 11, rue Clapeyron. Ses parents ne sont pas nommés. Paul Nadar et Marie Anne Parquet reconnaissent l'enfant le 10 janvier 1920. Elle est légitimée par le mariage de ses parents le 21 du même mois. Artiste-peintre et photographe, elle meurt le 8 juin 1948 dans le 8e arrondissement de Paris, à l'âge de 36 ans.

### Modèle
Ernestine Nadar pose pour de nombreuses photographies de son mari Félix Nadar :
- Ernestine Nadar, vers 1854[8],[20].
- Quatre vues d'Ernestine en costume oriental, vers 1860[21].
- Quatre vues d'Ernestine Nadar, non daté[22].
- Autoportrait avec Ernestine en nacelle dans l’atelier du boulevard des Capucines, vers 1862[1].
- Autoportraits avec sa femme Ernestine et leur fils Paul, vers 1864[23],[24].
- Félix Nadar, sa femme Ernestine, leur fils Paul et Adrien Tournachon, photographie non datée.
- Portrait d'Ernestine Nadar en trois poses, vers 1880-1883[24].
- Ernestine Nadar alitée, non daté[25].

Ernestine Nadar est également photographiée par son fils Paul Nadar :
- Ernestine Nadar à Sénart, vers 1890[24].
- Félix Nadar et sa femme Ernestine entourés de leurs employés et domestiques dans leur ermitage en forêt de Sénart, vers 1890[24].
- Ernestine Nadar drapée dans un velours sombre approchant un bouquet de violettes de son visage, vers 1890-1894[1].

Quelques portraits d'Ernestine Nadar
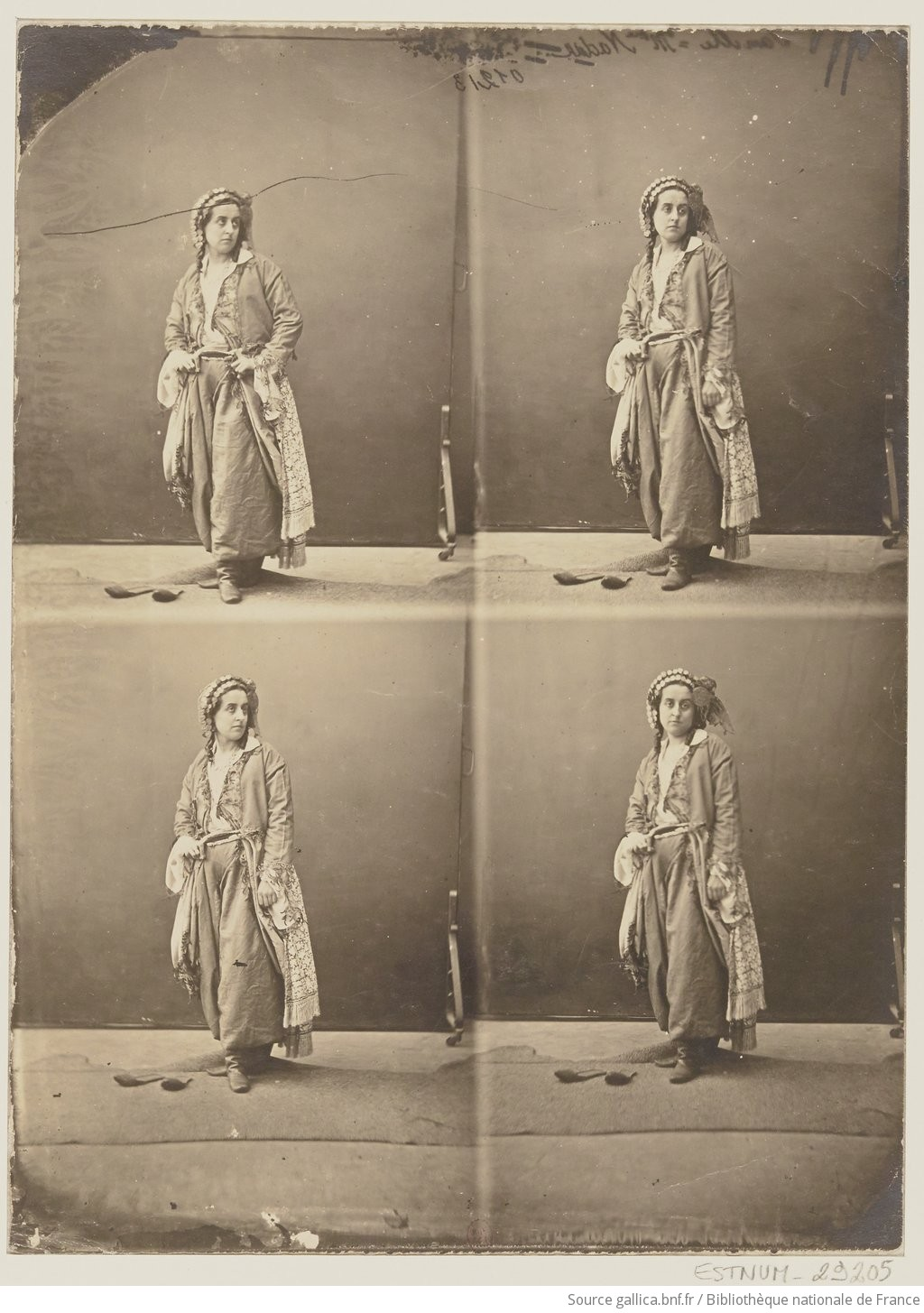
Félix Nadar, Quatre vues d'Ernestine en costume oriental, vers 1860[21].
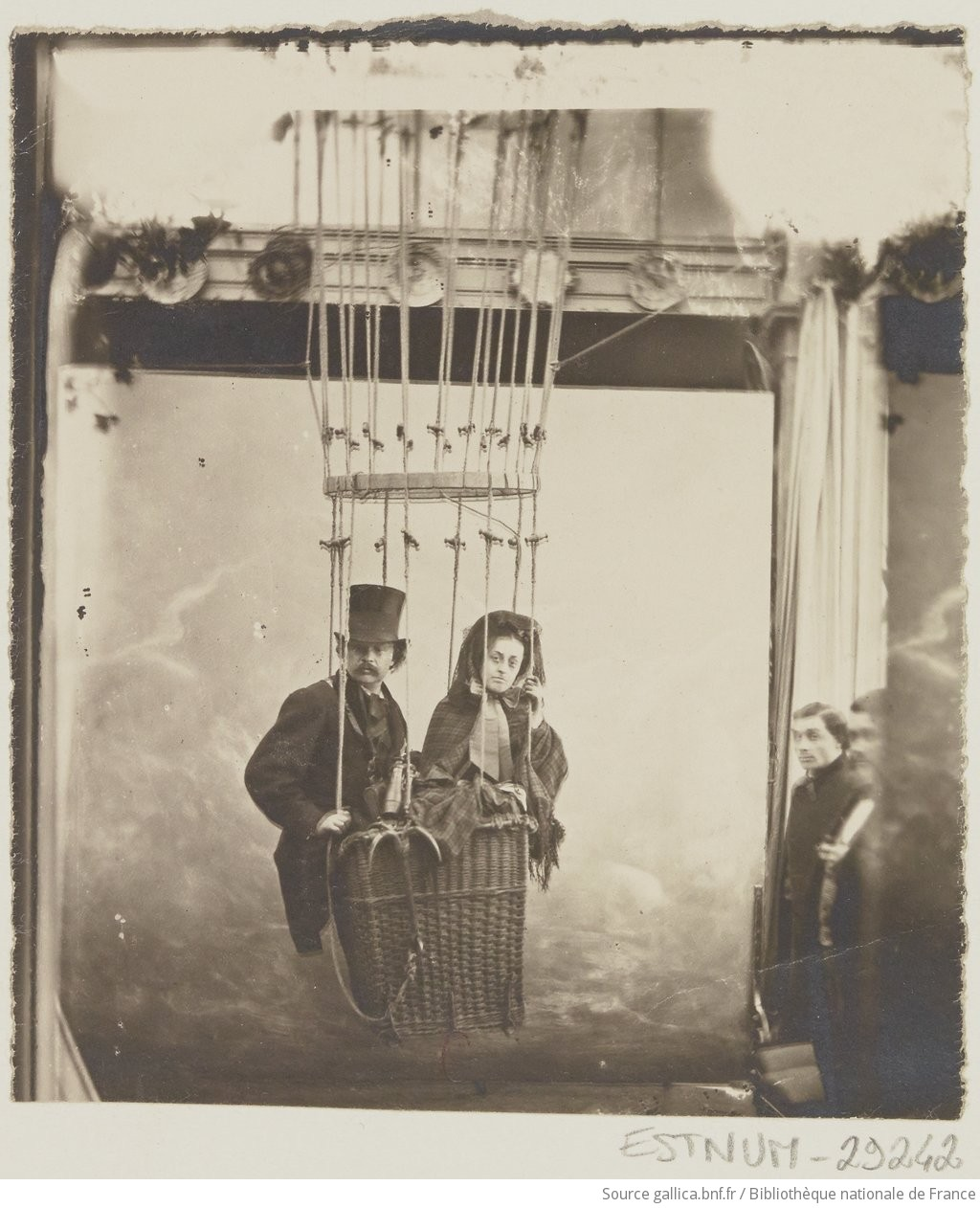
Félix Nadar, Autoportrait avec Ernestine en nacelle dans l’atelier du boulevard des Capucines, vers 1862[1].
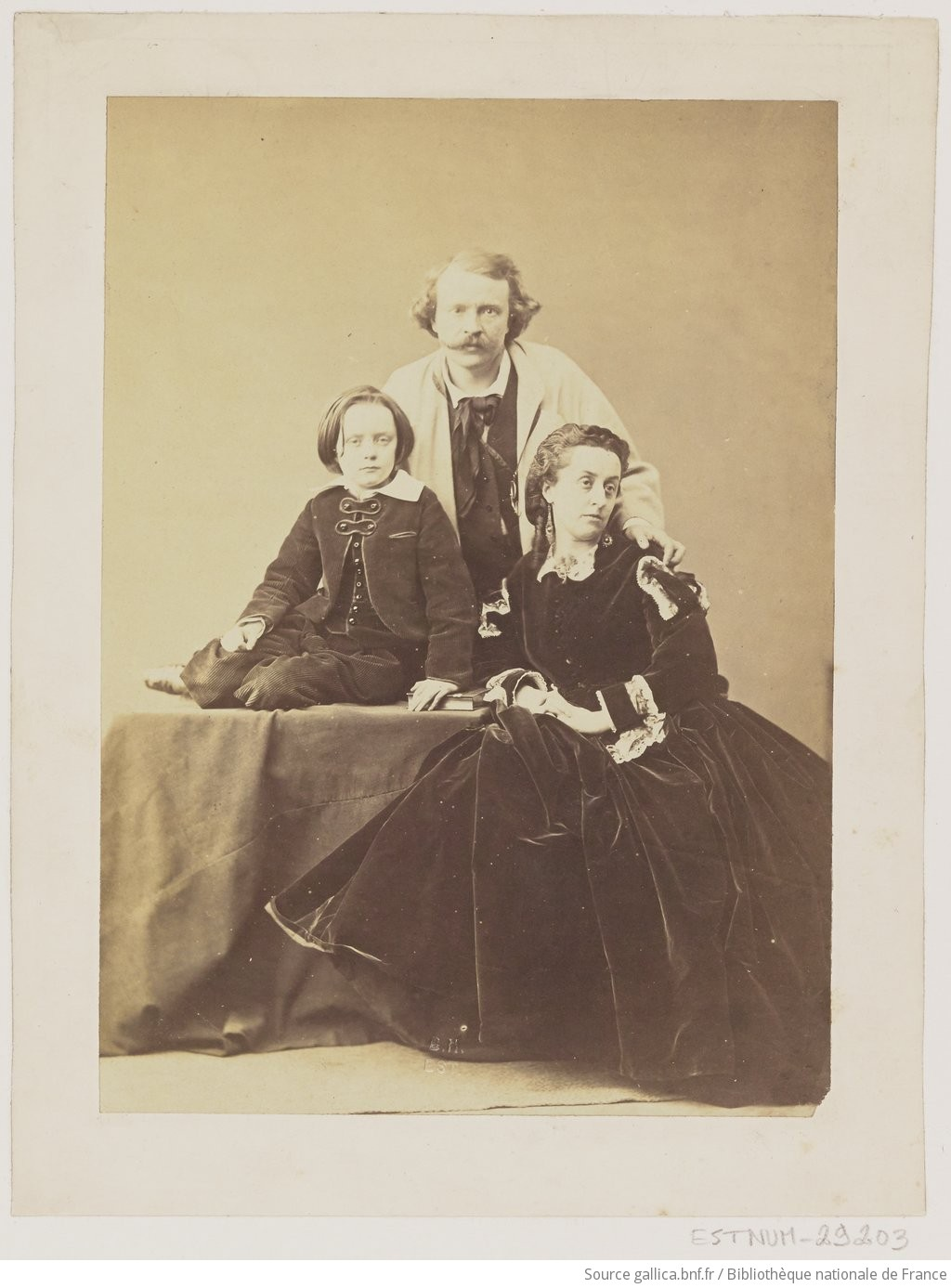
Félix Nadar, Félix Nadar, sa femme Ernestine et leur fils Paul, [Paul Nadar est assis sur une table, la main posée sur un livre], vers 1864[23].
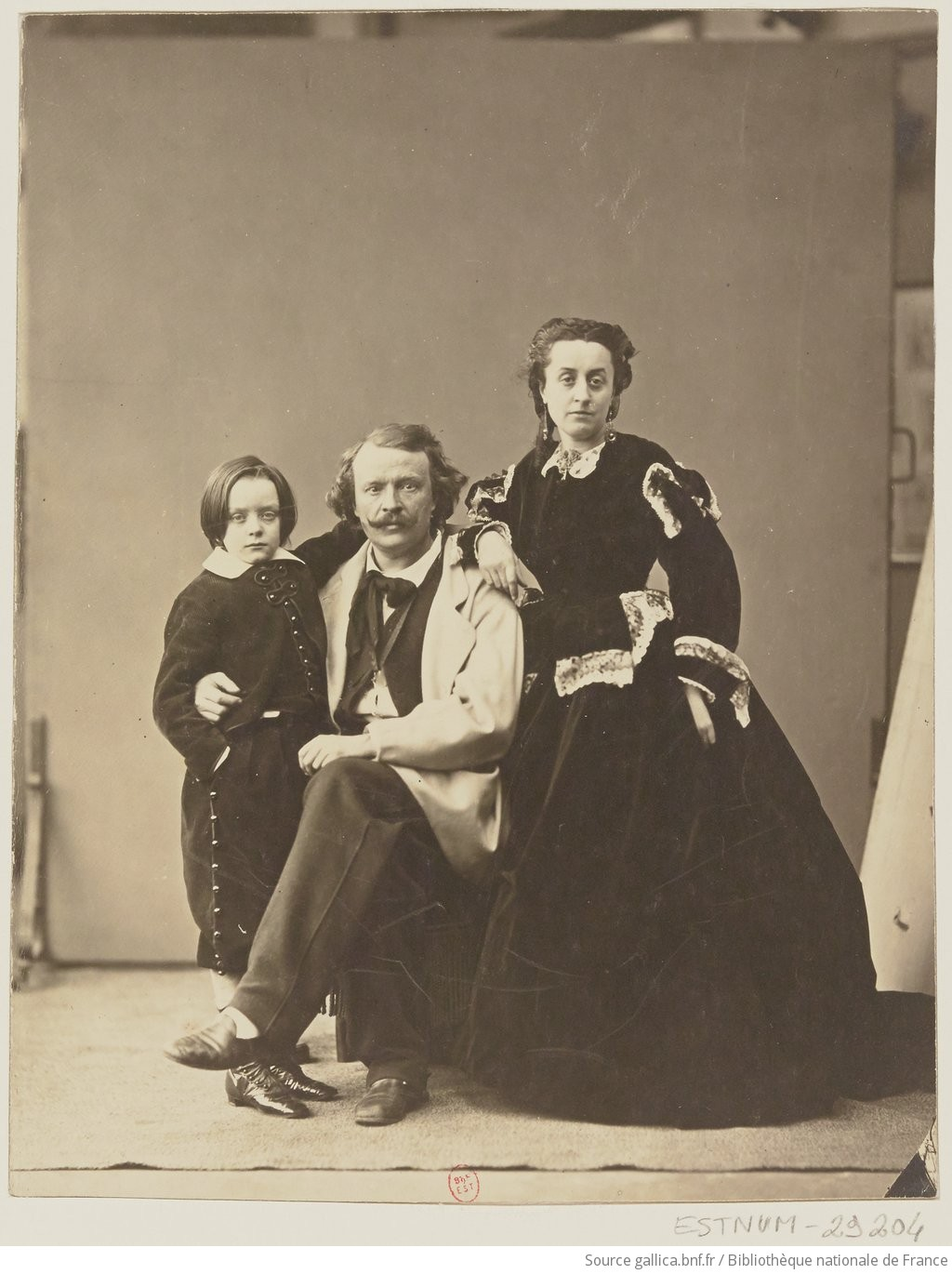
Félix Nadar, Félix Nadar, sa femme Ernestine et leur fils Paul, [Paul Nadar est debout à côté de son père], vers 1864[26].
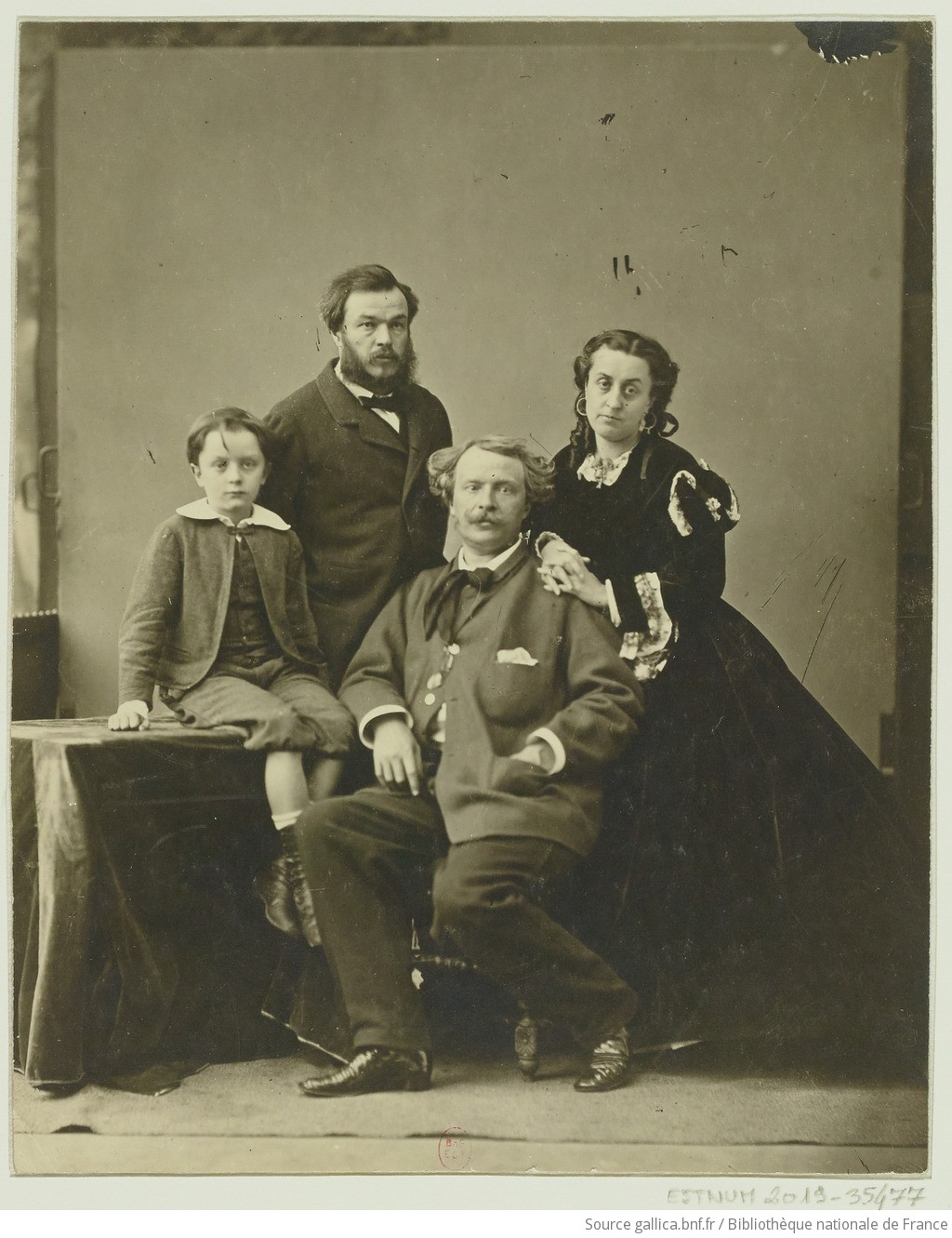
Félix Nadar, Félix Nadar, sa femme Ernestine, leur fils Paul et Adrien Tournachon, non daté[27].
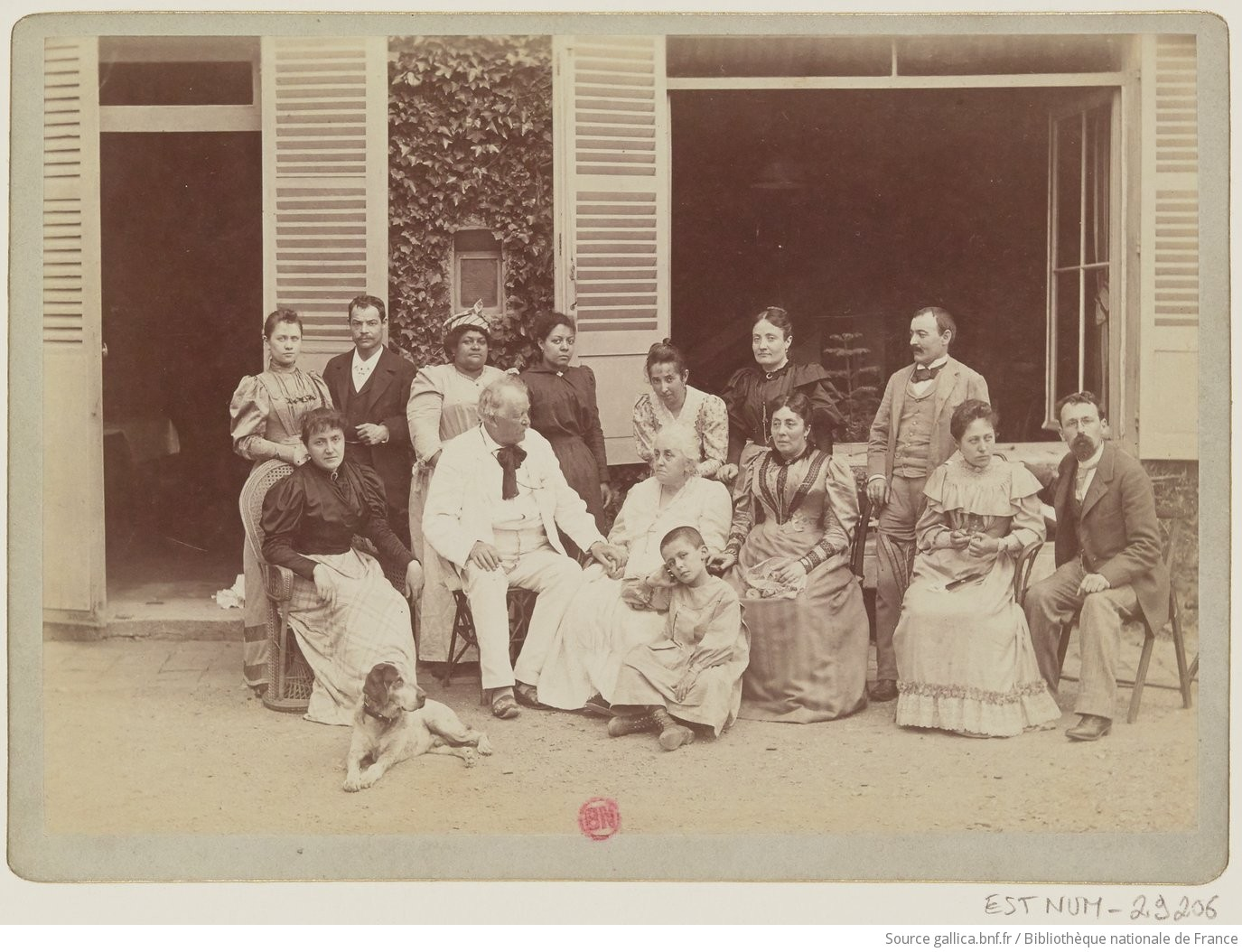
Paul Nadar (attribué à), Félix Nadar et sa femme Ernestine entourés de leurs employés et domestiques dans leur ermitage en forêt de Sénart, vers 1900[28].
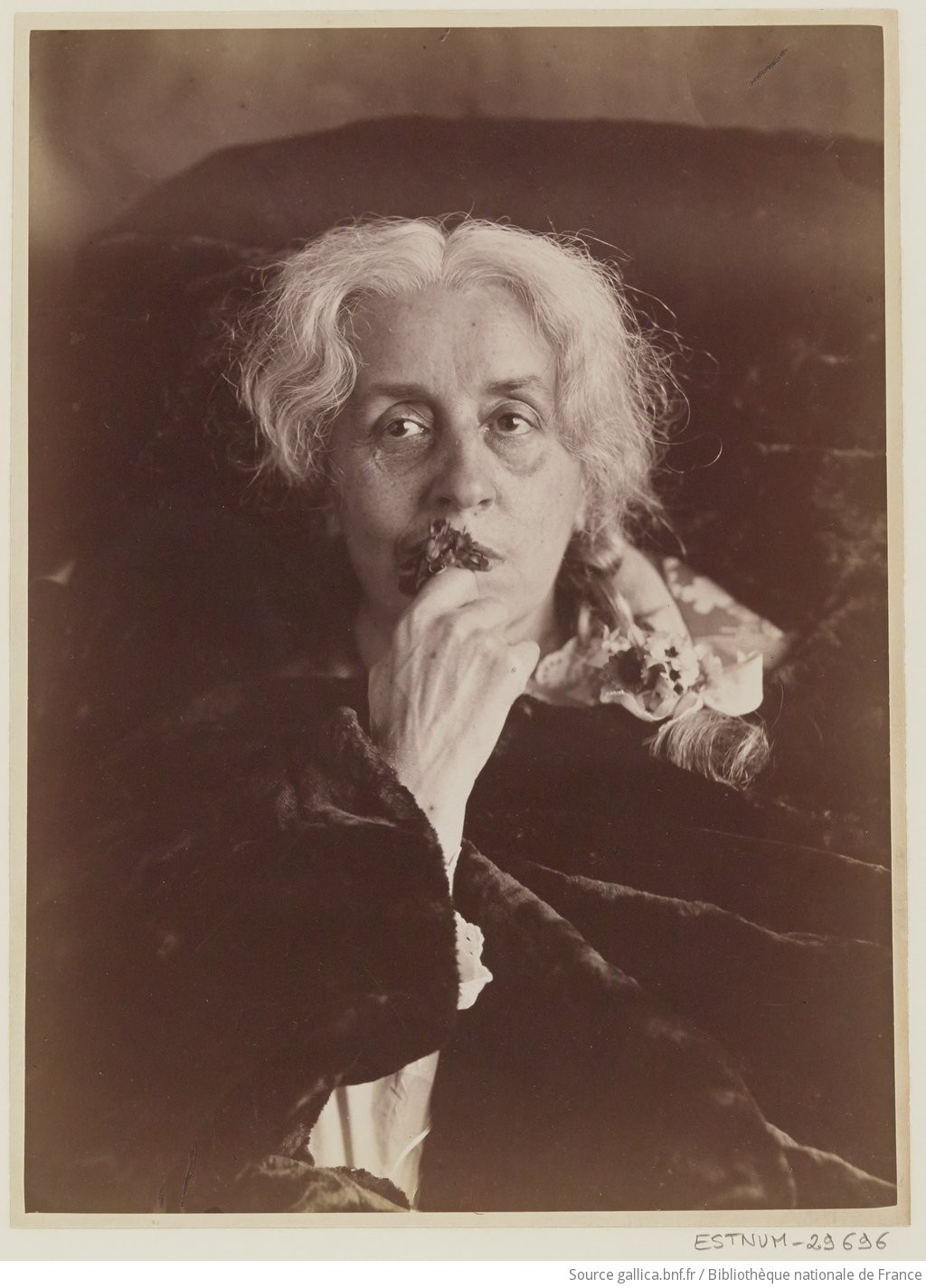
Félix Nadar et Paul Nadar, Ernestine Nadar drapée dans un velours sombre approchant un bouquet de violettes de son visage, vers 1890-1894[1].

Frédérique Émilie Auguste O'Connell, engagée à l'atelier Nadar au début des années 1880 pour retoucher les tirages et peindre des portraits d'après eux, représente Ernestine Nadar sur un dessin au pastel sur papier terminé en 1886 et aujourd'hui conservé au Musée de l'Air et de l'Espace au Bourget.

### Soutien financier et gestionnaire
Le contrat de mariage signé entre Ernestine et Félix Nadar et daté du 25 juillet 1854 spécifie que les futurs époux se marient sous le régime de la séparation de biens et précise que « la future apporte en mariage ses droits sur la succession de sa mère, plus une somme de 5 000 francs et son trousseau. Tout ce qui compose le foyer est de plein droit la propriété de l’épouse, l’époux ne pourra réclamer que les objets dont il pourra justifier la propriété ».
En 1871, l’atelier déménage au 51, rue d’Anjou. Paul Nadar seconde sa mère dans la gestion de l'entreprise. Ernestine Nadar contribue à lui éviter la faillite : en 1886, les Nadar sont venus à bout de leurs dettes. Cette même année, Adrien Tournachon écrit à Ernestine Nadar et souligne « [sa] longue pratique des affaires » et « le métier dont [elle est] certainement la tête ».
Ernestine Nadar soutient également financièrement son beau-frère Adrien Tournachon dit Nadar jeune, lui-même photographe : en 1873, elle lui rachète par adjudication sa propriété de l'Ermitage située à Draveil dans la forêt de Sénart. L'acquisition apparaît dans les sûretés de garantie d’une obligation qu’elle contracte en 1874.

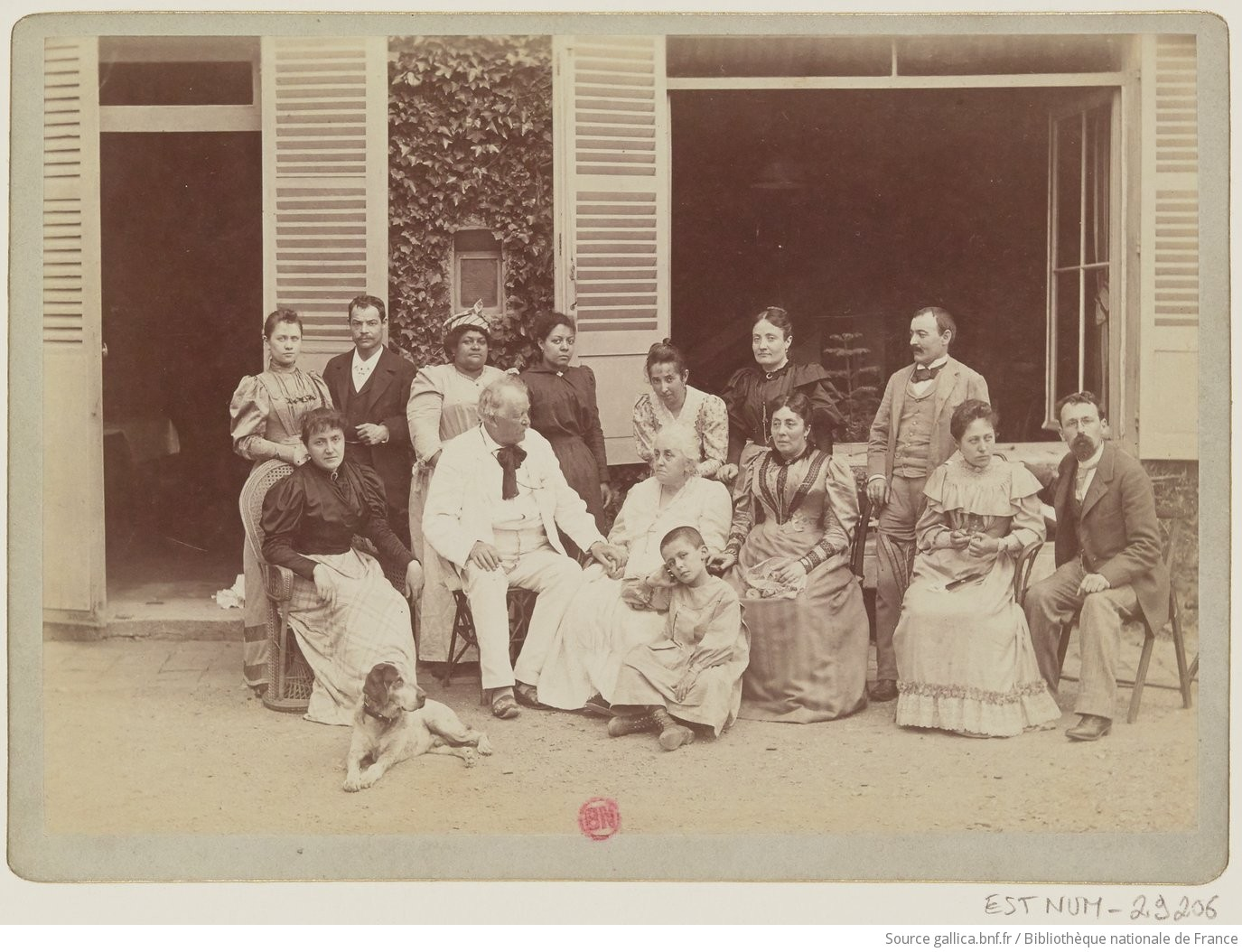
Attribué à Paul Nadar, Félix Nadar et sa femme Ernestine entourés de leurs employés et domestiques dans leur ermitage en forêt de Sénart, 1887-1894. Source BnF / Gallica.

En 1882, Félix Nadar répond à Baptistin Guilhiermoz qui lui avait demandé de photographier sa femme : « Je rends votre autographe à Mme Nadar qui, dès ce matin, régularise les choses, et envoie prendre les ordres de Mme Guilhiermoz »:49.
Ernestine Nadar rédige son testament le 27 juillet 1886 : « Nos intérêts nous ayant forcés à un moment à mettre tout à mon nom, je tiens à établir dès maintenant en cas de ma mort ce qui je pense appartient à mon mari comme à Paul. Je crois juste que Paul ait le droit de s’occuper de la photographie comme il l’a fait jusqu’à ce jour. Afin d’éviter toute discussion, je pense que Paul devra gérer la maison pour tout ce qui concerne la photographie. Je désire que pour tout le reste il consulte toujours son père comme un bon fils doit le faire ». Elle indique que « la maison de Sénart appartient en toute propriété à [son mari] » et « est hypothéquée pour une somme de vingt mille francs »,.

### Dernières années et mort

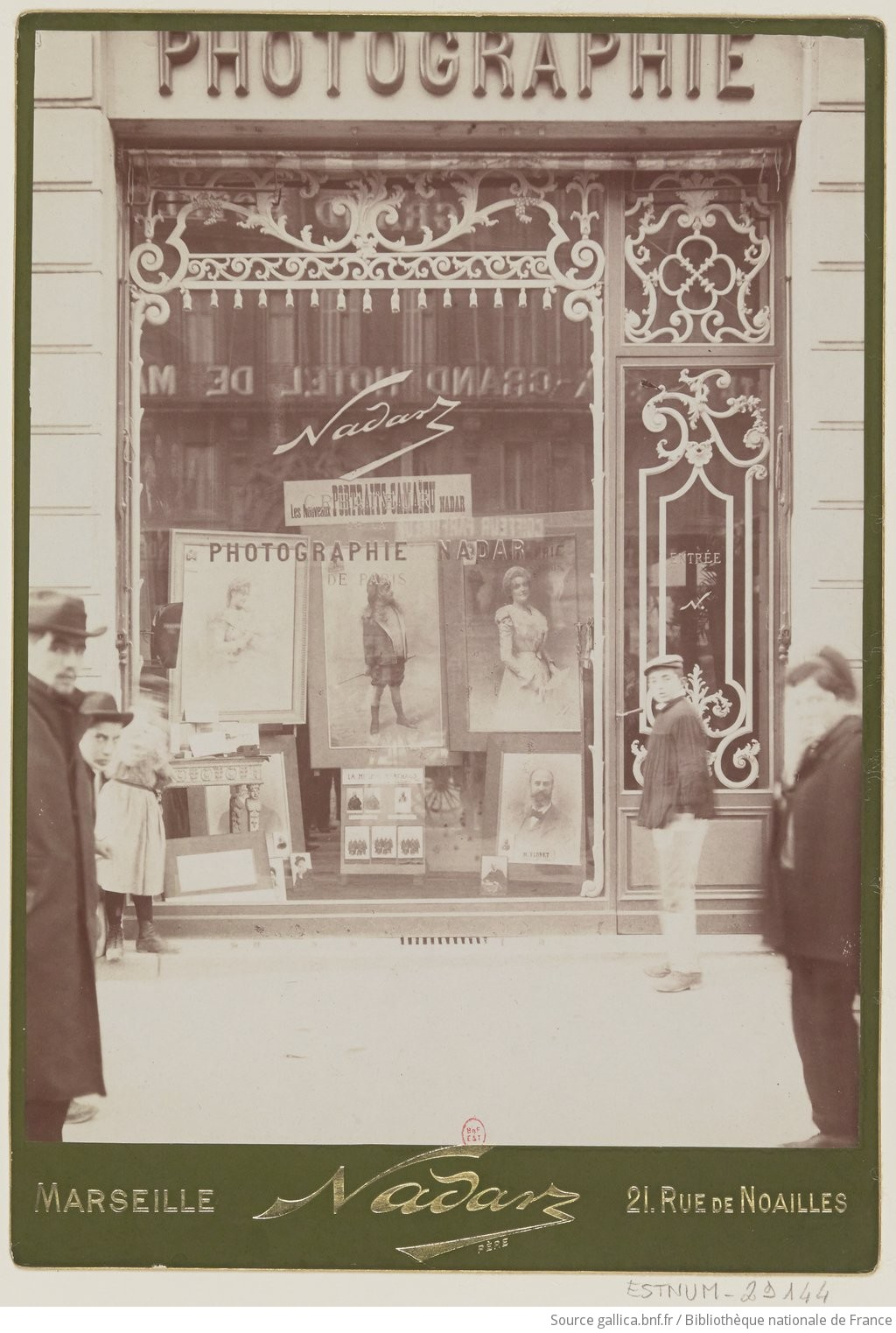
Félix Nadar, Vitrine de l'atelier de Nadar au 21, rue de Noailles à Marseille, 1897-1901. Source BnF / Gallica.

Croyant son fils Paul mort lors de l'incendie du théâtre national de l'Opéra-Comique (la « salle Favart ») le 25 mai 1887, Ernestine Nadar subit une attaque cérébrale qui la rend hémiplégique, l'éloignant des affaires familiales,:43.
En 1895, Félix Nadar cède le bail commercial à Paul Nadar contre une rente viagère d'au moins 12 000 francs, vend des pièces et accepte une hypothèque sur l'immeuble:43. Cela lui permet de quitter l'Ermitage pour Marseille en raison des problèmes de santé d'Ernestine Nadar et de ses propres difficultés financières. Félix Nadar installe son nouvel atelier de photographie au 21, rue de Noailles. Gracieuse Germaine Sallenave, pupille du couple, s'occupe d'Ernestine Nadar pendant sa maladie. Ernestine Nadar se rend régulièrement en cure thermale pour apaiser sa paralysie : entre autres à Allevard.
Félix Nadar vend par acte passé sous seing privé le 25 juin 1899 à Gracieuse Germaine Sallenave l'atelier rue de Noailles « ainsi que le mobilier dudit établissement, y compris tableaux, portraits de famille, objets d’art et de curiosité, livres, estampes, documents manuscrits quelconques et même tous papiers, provisions et effets personnels ».
Ernestine et Félix Nadar retournent à Paris et emménagent au 49, avenue d'Antin dans le 8e arrondissement.
Ernestine Nadar, sans profession, meurt le 27 janvier 1909 en son domicile à l'âge de 72 ans,. Le Petit Parisien rend hommage à Mme Nadar : « On a conduit, à sa dernière demeure, Mme Tournachon-Nadar, femme du spirituel écrivain qui, tout en pratiquant la photographie, fut jadis un vaillant pionnier de la navigation aérienne.
On n’a sans doute pas oublié les expériences tentées en 1863 par Nadar, avec son ballon monstre, le Géant.
L’écrivain photographe pensait avoir trouvée la solution, jusqu’alors vainement cherchée, de la navigation dans l’espace. C’est alors qu’il fait construire par les frères Godard l’immense aérostat à hélice portant ce nom.
Le 18 octobre, après une première tentative infructueuse, Nadar s’élevait dans les airs à bord du Géant, en compagnie de sa femme et de plusieurs amis.
Le Géant, après mille dangereuses péripéties, alla échouer à Neubourg, en Hanovre. Il s’en fallut de peu que l’aéronaute et ses intrépides compagnons ne payassent de leur téméraire entreprise, La nacelle est trainée à terre pendant plus d’une heure, et Mme Nadar est relevée la jambe brisée ». 

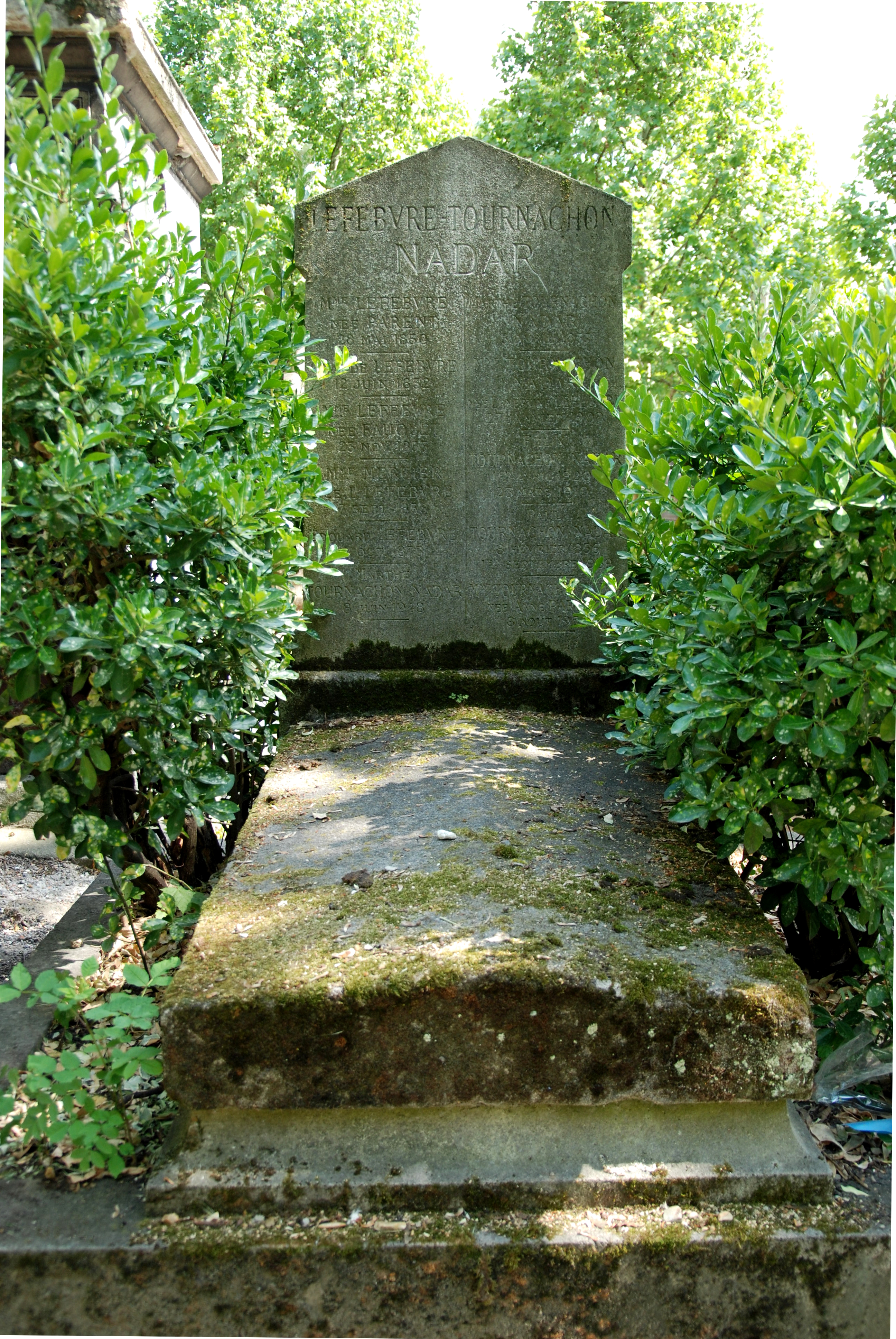
Tombe Lefevre-Tournachon Nadar, cimetière du Père-Lachaise, division 36, avenue des Acacias, 1re ligne, 2011.

Félix Nadar meurt à la même adresse le 20 mars 1910 à l'âge de 89 ans. Le Figaro publie : « L'hiver d'hier, le survivant qu'il était devenu eut une immense douleur : la mort de Mme Nadar lui enlevait « la femme, l'associée, l'amie la plus parfaite, celle qu'il soignait depuis si longtemps avec un dévouement que l'affection réciproque lui rendait facile », a écrit ici même M. Édouard Rod ».
Ils sont tous les deux inhumés au cimetière du Père-Lachaise , division 36, avenue des Acacias, 1re ligne,,.